# Zmago Bregant
Zmago Bregant, slovenski učitelj, * 2. december 1889, Negova, † 6. marec 1961, Maribor.
Po končanem učiteljišču v Mariboru (1912) je poučeval na osnovni šoli. Po vojni je deset let vodil poskusno šolo na Blanci (1923-1933), osnovano na načelih delavne šole. Pedagoško je deloval in pisal o tem na področju elementarnega pouka in šolske reforme, v čemer je na Slovenskem med obema vojnama opravil pionirsko delo.